# 阳洼坡遗址
阳洼坡遗址，位于中国青海省民和县转导乡阳洼坡村，为第三批青海省文物保护单位，公布日期为1959年3月16日，类型为古遗址。
阳洼坡遗址的历史年代为新石器时代。